# 17720 Manuboccuni
17720 Manuboccuni este un asteroid din centura principală de asteroizi.

## Descriere
17720 Manuboccuni este un asteroid din centura principală de asteroizi. A fost descoperit pe 7 decembrie 1997 la Cima Ekar de Maura Tombelli. Asteroidul prezintă o orbită caracterizată de o semiaxă mare de 2,29 ua, o excentricitate de 0,12 și o înclinație de 6,1° în raport cu ecliptica.